# بازدارنده رگ‌زایی

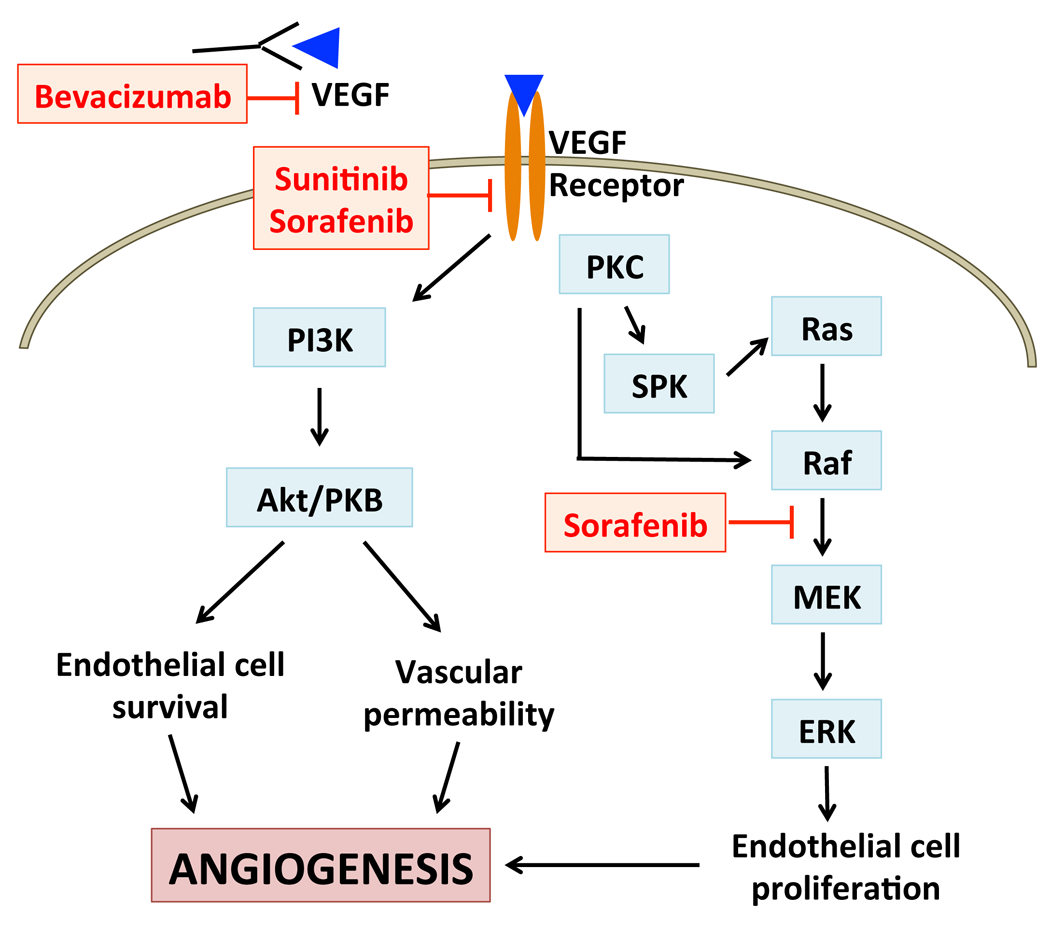
تصویر مهارکننده های رگ زایی

استفاده از بازدارنده رگ‌زایی (به انگلیسی: Angiogenesis inhibitor) روشی است که طی آن به وسیلهٔ عوامل بازدارنده از جمله پروتئینها از فرایند رگ‌زایی جلوگیری می‌شود.
مهار رگ‌زایی از روش‌های بسیار مؤثر ضد سرطانی است که به وسیله جودا فولکمن کشف شده‌است.

## رگ‌زایی در تومورها
رگ‌زایی در بسیاری از فرآیندهای فیزیولوژیک و پاتولوژیک از جمله رشد تومور دخالت دارد. ایجاد رگ‌های خونرسان در درون تومورها برای رشد آن‌ها ضروری است. اینکار در تومور با میانجی‌گری مولکول‌های مختلف القا می‌شود. تعادل بین عوامل پیش‌برنده و مهارکننده رگ‌زایی این فرایند را به شدت کنترل می‌کند. چون مهار رگ‌زایی روش مناسبی برای درمان تومور می‌باشد لذا پزشکان کوشیده‌اند با طراحی عوامل درمانی بر علیه رگ‌زایی به درمان تومور بپردازند. اخیراً مهار کننده‌های رگ‌زایی به صورت درون‌زاد (همچون اینترلوکین-۸) و برون‌زاد (نظیر بواسیزامب Avastin) طبقه‌بندی شده‌اند. این عوامل با تشکیل رگ‌ها تداخل می‌کنند.